# Russia Open 1994
Die Russia Open 1994 im Badminton fanden vom 26. bis zum 30. Oktober 1994 in Moskau statt. Das Preisgeld betrug 35.000 US-Dollar, was dem Turnier zu einem Zwei-Sterne-Status im Grand Prix verhalf. 

## Sieger und Platzierte
| Disziplin    | Gold                               | Silber                                   | Bronze                               |
| ------------ | ---------------------------------- | ---------------------------------------- | ------------------------------------ |
| Herreneinzel | Chen Gang                          | Yu Jinhao                                | Vladislav Druzchenko                 |
| Herreneinzel | Chen Gang                          | Yu Jinhao                                | Lasse Lindelöf                       |
| Dameneinzel  | Xu Li                              | Marina Yakusheva                         | Irina Yakusheva                      |
| Dameneinzel  | Xu Li                              | Marina Yakusheva                         | Yao Jie                              |
| Herrendoppel | Sergey Melnikov Nikolai Sujew      | Robert Mateusiak Damian Pławecki         | Liu Yong Yu Jinhao                   |
| Herrendoppel | Sergey Melnikov Nikolai Sujew      | Robert Mateusiak Damian Pławecki         | Artur Khachaturyan Evgenij Kovalenko |
| Damendoppel  | Svetlana Alferova Marina Yakusheva | Viktoria Evtushenko Elena Nozdran        | Natalia Djachkova Ella Karachkova    |
| Damendoppel  | Svetlana Alferova Marina Yakusheva | Viktoria Evtushenko Elena Nozdran        | Li Qi Yao Jie                        |
| Mixed        | Liu Yong Li Qi                     | Vladislav Druzchenko Viktoria Evtushenko | Chen Gang Xu Li                      |
| Mixed        | Liu Yong Li Qi                     | Vladislav Druzchenko Viktoria Evtushenko | Artur Khachaturyan Svetlana Alferova |